# Daniel Vidal Fuster
Daniel Vidal Fuster (Burriana, 30 de diciembre de 1975) es un deportista español que compitió en natación adaptada. Ganó nueve medallas en los Juegos Paralímpicos de Verano entre los años 2000 y 2008.

## Palmarés internacional
| Juegos Paralímpicos | Juegos Paralímpicos | Juegos Paralímpicos | Juegos Paralímpicos         |
| Año                 | Lugar               | Medalla             | Prueba                      |
| ------------------- | ------------------- | ------------------- | --------------------------- |
| 2000                | Sídney (Australia)  | Medalla de oro      | 50 m mariposa S6            |
| 2000                | Sídney (Australia)  | Medalla de oro      | 4 × 50 m estilos (20 ptos.) |
| 2000                | Sídney (Australia)  | Medalla de oro      | 4 × 50 m libre (20 ptos.)   |
| 2000                | Sídney (Australia)  | Medalla de plata    | 50 m libre S6               |
| 2004                | Atenas (Grecia)     | Medalla de plata    | 50 m libre S6               |
| 2004                | Atenas (Grecia)     | Medalla de bronce   | 50 m mariposa S6            |
| 2004                | Atenas (Grecia)     | Medalla de bronce   | 4 × 50 m estilos (20 ptos.) |
| 2008                | Pekín (China)       | Medalla de plata    | 4 × 50 m libre (20 ptos.)   |
| 2008                | Pekín (China)       | Medalla de bronce   | 4 × 50 m estilos (20 ptos.) |